# Nepenthosyrphus venustus
Nepenthosyrphus venustus är en tvåvingeart som beskrevs av Thompson 1971. Nepenthosyrphus venustus ingår i släktet Nepenthosyrphus och familjen blomflugor.
Artens utbredningsområde är Filippinerna. Inga underarter finns listade i Catalogue of Life.